# Trichotosia conifera
Trichotosia conifera är en orkidéart som först beskrevs av Johannes Jacobus Smith, och fick sitt nu gällande namn av Jeffrey James Wood. Trichotosia conifera ingår i släktet Trichotosia och familjen orkidéer. Inga underarter finns listade i Catalogue of Life.